# 선상지

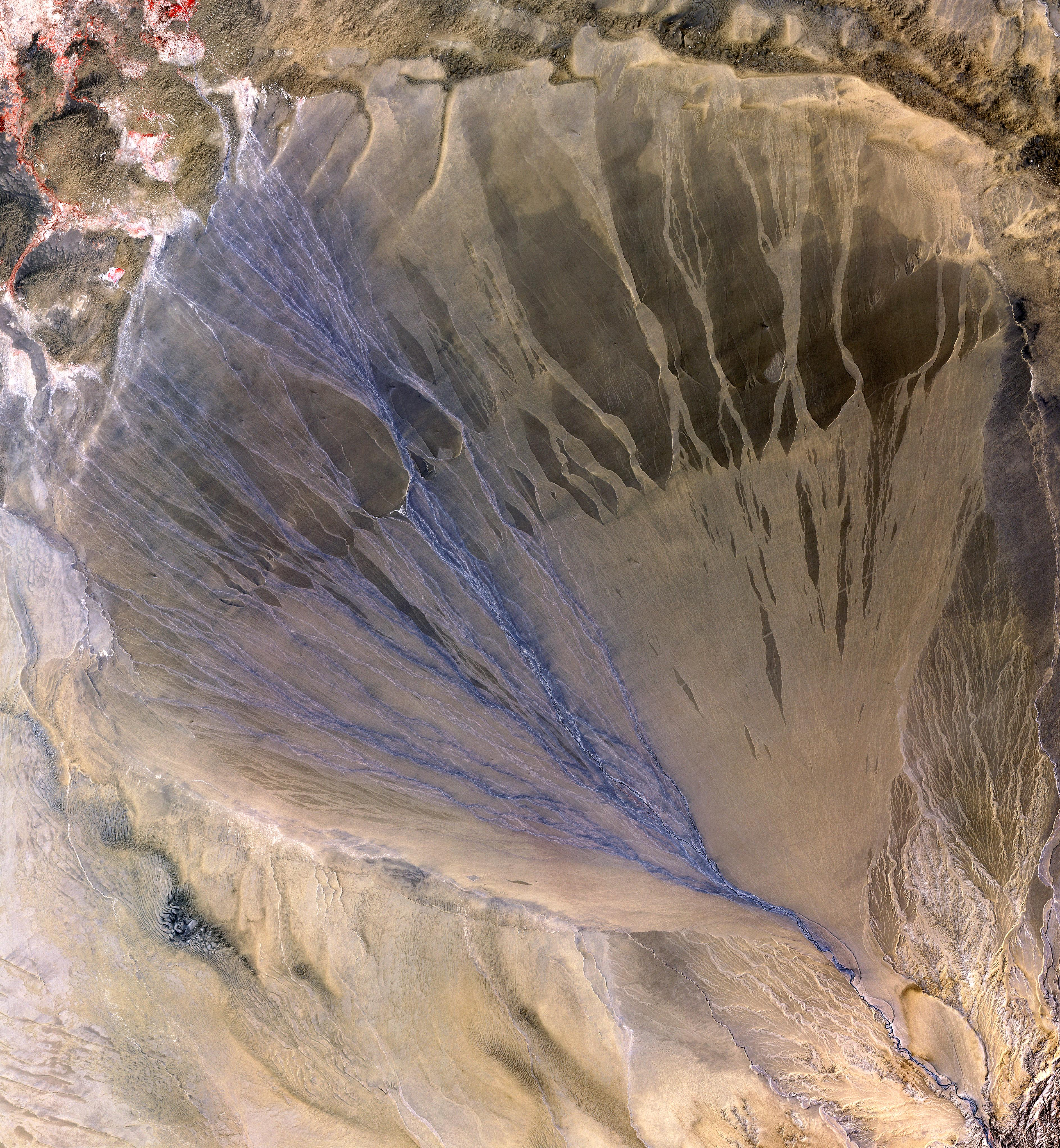
중국의 선상지

선상지(扇狀地)는 강에 의해 운반된 자갈이나 모래가 퇴적되어 만들어진 부채 모양의 지형이다. 유속이 느려지면서 물에 의해 운반되는 고체 물질들은 가라앉게 되고, 점점 부채 모양의 지형이 만들어진다. 대부분 거친 자갈층이어서 물이 땅 표면으로 흐르지 못하고 지하로 스며들기 쉽다. 선상지가 시작되는 부분에서는 물이 땅 표면으로 흐르지만, 가운데 부분에서는 땅 속으로 흐른다. 선상지가 끝나는 곳은 땅 속으로 흐르던 물이 솟아올라(용천) 땅 표면으로 하천이 흐른다. 이러한 특성 때문에 선상지가 시작되는 부분(선정)과 끝나는 부분(선단)에서는 물이 많이 필요한 벼농사를 주로 짓고 선상지의 가운데 부분(선앙)에서는 밭농사를 주로 짓는다. 신기 조산대 주변이나 건조 지역의 단층대 사면에 주로 발달한다.

## 참고 자료
- 이 문서에는 다음커뮤니케이션(현 카카오)에서 GFDL 또는 CC-SA 라이선스로 배포한 글로벌 세계대백과사전의 내용을 기초로 작성된 글이 포함되어 있습니다.